# Escaldes-Engordany
Escaldes-Engordany (phát âm tiếng Catalunya: [əsˈkaldəz əŋɡuɾˈðaɲ]) là một trong 7 giáo xứ của Andorra. Giáo xứ Escaldes-Engordany được thành lập vào ngày 14 tháng 6 năm 1978 và có dân số lớn thứ hai sau Andorra la Vella. Giáo xứ bao gồm các khu vực les Escaldes, Engordany, Els Vilars d'Engordany, Engolasters, và El Fener. Tính đến năm 2014, nó có dân số 13.634 người. Các sự kiện đáng chú ý ở nơi đây bao gồm lễ hội nhạc jazz hàng năm của thị trấn. Nó giáp với bốn giáo xứ: Encamp về phía bắc và đông bắc, Sant Julià de Lòria ở phía tây nam, Andorra la Vella ở phía tây, La Massana ở phía tây bắc. Ngoài ra nó cũng giáp với Catalonia, Tây Ban Nha ở phía đông, nam và cực nam.

## Bưu điện
Andorra không có bưu điện của riêng mình. Các nhu cầu bưu chính được phục vụ bởi bưu điện Tây Ban Nha (Correos Espanyols) hoặc bưu điện Pháp (La Poste). Cơ quan Bưu chính Andorra Tây Ban Nha 'Las Escaldes' mở cửa vào tháng 1 năm 1928. Bưu điện Andorra Tây Ban Nha hiện tại (2020) có địa chỉ tại số 6 Carrer del Prat Gran, Les Escaldes, Escaldes-Engordany. Lưu ý: Chưa bao giờ có cơ quan bưu chính Andorra của Pháp ở Les Escaldes. Mã Bưu điện là AD700.

## Giáo dục
Nơi đây có trường tiểu học quốc tế ngôn ngữ Tây Ban Nha Escuela Española de Escaldes.

## Những nhân vật đáng chú ý
- Pilar Burgués Monserrat (sinh năm 1958) nhà văn viết truyện ngắn
- Antoni Martí (sinh năm 1963 tại Escaldes-Engordany) kiến trúc sư và chính trị gia, người đã giữ chức Thủ tướng Andorra từ tháng 5 năm 2011 đến năm 2019.
- Emili Pérez (sinh năm 1966 tại Escaldes-Engordany) cựu vận động viên đua xe đạp. Anh đã thi đấu tại Thế vận hội Mùa hè 1988 và Thế vận hội Mùa hè 1992
- Xavier Pérez (sinh năm 1968 tại Escaldes-Engordany) cựu vận động viên đua xe đạp. Anh đã thi đấu tại Thế vận hội Mùa hè 1988 và Thế vận hội Mùa hè 1992
- Ludmilla Lacueva Canut (sinh năm 1971) nhà văn hư cấu và phi hư cấu
- Xavier Capdevila Romero (sinh năm 1976 tại Canillo) vận động viên leo núi trượt tuyết.
- Joan Vilana Díaz (sinh năm 1977 tại Escaldes-Engordany) vận động viên leo núi trượt tuyết.
- Ariadna Tudel Cuberes (sinh năm 1978 tại Escaldes-Engordany) vận động viên đi xe đạp đường trường và leo núi trượt tuyết.
- David Albós (sinh năm 1984 tại Escaldes-Engordany) vận động viên đua xe đạp đường trường chuyên nghiệp.
- Sergio Moreno (sinh năm 1987 ở Escaldes-Engordany) cầu thủ bóng đá
- Marc Vales (sinh năm 1990 tại Les Escaldes) cầu thủ bóng đá
- Claudia Guri (sinh năm 1995 tại Escaldes) vận động viên và cựu cầu thủ bóng rổ